# Angora Lake
Angora Lake är en sjö i Kanada.   Den ligger i provinsen British Columbia, i den sydvästra delen av landet, 3 700 km väster om huvudstaden Ottawa. Angora Lake ligger 117 meter över havet. Arean är 0,27 kvadratkilometer. Den ligger vid sjön Kennedy Lake. Den sträcker sig 0,6 kilometer i nord-sydlig riktning, och 1,2 kilometer i öst-västlig riktning.
Trakten runt Angora Lake är nära nog obefolkad, med mindre än två invånare per kvadratkilometer.